# Malpolon
Malpolon Fitzinger, 1826 è un genere di serpenti della famiglia Lamprophiidae.

## Tassonomia
Comprende le seguenti specie:
- Malpolon insignitus (Geoffroy De St-Hilaire, 1809)
- Malpolon monspessulanus (Hermann, 1804) - colubro lacertino o colubro di Montpellier